# Vue.js
Vue.js (также Vue; /vjuː/) — JavaScript-фреймворк с открытым исходным кодом для создания пользовательских интерфейсов. Легко интегрируется в проекты с использованием других JavaScript-библиотек. Может функционировать как веб-фреймворк для разработки одностраничных приложений в реактивном стиле.
На данный момент поддерживается создателем Эваном Ю и остальными активными членами основной команды из различных компаний, таких как Netlify, Netguru, Baidu, Livestorm.
Опрос разработчиков о JavaScript, проведенный в 2022 году, показал, что Vue удовлетворяет 77,4 % сообщества. Vue версии 2 имеет 207 тысяч звезд на GitHub, версия 3 — 43.9 тысяч. Является третьим по величине проектом в истории GitHub.

## История
В 2013 году сотрудник Google Эван Ю (Evan You), работая над одним из проектов, пришёл к выводу, что не существует готовых решений для быстрого прототипирования сложных пользовательских интерфейсов веб-приложений: React тогда был на ранней стадии разработки, основными инструментами были такие сложные фреймворки, как AngularJS или ориентированный на MVC-архитектуру Backbone.js, не отличавшиеся простотой и ориентированные на разработку больших приложений. Для преодоления этого пробела Ю начал разработку Vue.js, которая, сохраняя простоту, оказалась пригодна не только для прототипирования, но и для полноценной разработки.
В октябре 2015 года была выпущена версия 1.0 библиотеки, в сентябре 2016 года — версия 2.0.
Начиная с версии 2.0 он поддерживает также рендеринг на стороне сервера, он же SSR (Server-Side Rendering).
18 сентября 2020 года была выпущена версия Vue.js 3.0.0 «One Piece», по словам разработчиков «обеспечивает улучшенную производительность, меньший размер пакетов, лучшую интеграцию с TypeScript, новые API для решения крупномасштабных задач и прочную основу для будущих итераций фреймворка в долгосрочной перспективе».
Релиз 3.0 вобрал в себя более 2 лет усилий по разработке, включая более 30 RFC, более 2600 коммитов, 628 запросов от 99 разработчиков, плюс огромный объём работы над разработкой и документацией. Весь код был переписан на более эффективный TypeScript, что даёт преимущества в гибкой разработке.
Также представлен новый набор API Composition.

### Версии
| Version | Release date     | Title                          |
| ------- | ---------------- | ------------------------------ |
| 3.2     | 5 августа 2021   | The Quintessential Quintuplets |
| 3.1     | 7 июня 2021      | Pluto                          |
| 3.0     | 18 сентября 2020 | One Piece                      |
| 2.7     | 1 июля 2022      | Naruto                         |
| 2.6     | 4 февраля 2019   | Macross                        |
| 2.5     | 13 октября 2017  | Level E                        |
| 2.4     | 13 июля 2017     | Kill la Kill                   |
| 2.3     | 27 апреля 2017   | JoJo's Bizarre Adventure       |
| 2.2     | 26 февраля 2017  | Initial D                      |
| 2.1     | 22 ноября 2016   | Hunter X Hunter                |
| 2.0     | 30 сентября 2016 | Ghost in the Shell             |
| 1.0     | 27 октября 2015  | Evangelion                     |
| 0.12    | 12 июня 2015     | Dragon Ball                    |
| 0.11    | 7 ноября 2014    | Cowboy Bebop                   |
| 0.10    | 23 марта 2014    | Blade Runner                   |
| 0.9     | 25 февраля 2014  | Animatrix                      |
| 0.8     | 27 января 2014   | н/д                            |
| 0.7     | 24 декабря 2013  | н/д                            |
| 0.6     | 8 декабря 2013   | VueJS                          |

## Концепция
Разработчики называют Vue.js прогрессивным и постепенно адаптируемым по сравнению с другими веб-фреймворками.
Это позволяет разработчику настроить структуру приложения в соответствии с собственными требованиями. Разработчики считают Vue.js более простым в освоении, чем AngularJS, поскольку API построен намного проще в освоении. В Vue.js можно использовать только знания JavaScript и HTML. Возможно применение Typescript. У Vue.js есть собственная официальная достаточно богатая документация на многих языках, выложенная на vuejs.org, которая может послужить примером в объяснении проектирования и разработки в браузере. В Vue.js реализуется шаблон MVVM, Vue.js предлагает возможность привязки данных на Javascript, так что вывод и ввод данных сопрягаются непосредственно с источником данных. Таким образом, режим ручного определения данных (например, через jQuery) из HTML-DOM не нужен. При этом нет необходимости в никаких дополнительных аннотациях, как в Knockout.js, объявленные в Vue-Element обычные переменные JavaScript включаются в качестве реактивных элементов.

### Реактивность
Реактивность означает, что представление в модели MVC изменяется по мере изменения модели. В Vue разработчики просто привязывают представление к соответствующей модели, и Vue автоматически наблюдает за изменениями в модели и перерисовывает представление. Эта функция делает управление состоянием Vue довольно простым и интуитивно понятным.

### Эффекты перехода
Vue предоставляет различные способы применения эффектов перехода при вставке, обновлении или удалении DOM. Включает следующие инструменты：
- Автоматически применять CSS классы при переходах и анимации
- Вы можете работать со сторонними библиотеками анимации CSS, такими как Animate.css.
- Используйте JavaScript функции для перехвата перехода, чтобы напрямую управлять DOM

- Может использоваться в сочетании со сторонними библиотеками анимации JavaScript, такими как Velocity.js.

## Структура
Пример приложений Vue
Любое приложение с Vue.js имеет (по крайней мере) один центральный экземпляр. Для каждого HTML-файла возможно любое количество экземпляров. Экземпляр привязывается к HTML-узлу с помощью свойства el (определяемого здесь с помощью CSS-селектора «body»).

Файл приложения сохраняется как *.js.
```
var
 
vm
 
=
 
new
 
Vue
({

  
el
:
 
"body"
,

  
data
:
 
{

    
message
:
 
"Привет Мир!"
,

    
items
:
 
[

      
"это"
,

      
"и"
,

      
"есть"
,

      
"Array/Массив"

    
]

  
}

});

```

### Компоненты/Components
Функциональность экземпляров может быть расширена с помощью компонентов, хранятся в древовидном виде. Компоненты отличаются от экземпляров тем, что они не привязаны к узлам HTML, а содержат собственный шаблон HTML.
```
 
// Определение компонента и глобальная регистрация

Vue
.
component
(
'my-component'
,
 
{

  
template
:
 
'<div><div> это новый компонент < / div>< / div>'

})

// Создание экземпляра Vue

new
 
Vue
({

  
el
:
 
'#example '

})

```

Шаблон HTML для Компонента
```
<!-- HTML-Узел -->

<
div
 
id
=
"example"
>

  
<
my-component
></
my-component
>

</
div
>

<!--Использования c DOM-->

<
div
 
id
=
"example"
>

  
<
div
>
Это новый компонент
</
div
>

</
div
>

```

### Double Curly Syntax/Двойные фигурные скобки
Используя двойные фигурные скобки (синтаксис double-curly), популярные в фреймворках JavaScript, элементы JavaScript могут быть вставлены в HTML-DOM, при этом элемент связывается в источнике данных из экземпляра Vue. Связывание данных (eng. Databinding) возможен в обоих направлениях («Two way databinding»), что позволяет изменять данные пользователем. директива model обеспечивает Databinding с элементами Input.
Директивы v-modelне более, чем синтаксический сахар.

### Директивы/Directive.
HTML-атрибуты позволяют выполнять такие действия, как итерация цикла по массиву, включение HTML-узлов в DOM только по желанию (v-if), скрытие HTML-узлов (v-show), перехват событий (v-on) или привязка атрибутов к переменным (v-bind). Директивы Vue.js узнаваемы по префиксу v -. также можно применять фильтры для изменения вывода элементов JavaScript. собственные директивы и фильтры могут быть определены в виде функций JavaScript.
```
<
ul
>

 
<
li
 
v-for
=
"item in items"
>

    {{ item }} 
<!-- Вывод значения -->

    {{ item | lowercase }} 
<!-- Вывод значения строчными буквами -->

 
</
li
>

</
ul
>

```

### Жизненный цикл компонентов
Все экземпляры и компоненты проходят жизненный цикл, он состоит из нескольких этапов, которые можно использовать для вызова собственных функций. В частности, этап mounted используется очень часто, поскольку он вызывается сразу после того, как компонент был включен в DOM. Используя функцию Vue $next, можно определить код, который не вызывается до тех пор, пока компонент не будет готов.
```
new
 
Vue
({

  
created
:
 
function
()
 
{

     

  
}

  
mounted
:
 
function
 
()
 
{

//вызывается, когда компонент будет видно, например,через v-if vue или маршрутизатор.

    
console
.
log
(
'Этот компонент был интегрирован в DOM на'
+
Date
.
now
());

    
this
.
$next
(()
 
=>
 
console
.
log
(
'Теперь компонент полностью готов.'
))

  
},

  
unmounted
:
 
function
()
 
{

    
//Вызывается*, когда компонент удаляется из DOM.

    
removeListener
(
XY
);

  
}

})

```

### Модульность
Vue.js может быть дополнен расширениями, они могут содержать Mixins, директивы, фильтры, компоненты и объекты. В качестве официальных расширений предлагаются Vuex, менеджер состояний, подключенный к Redux, так и маршрутизатор Vue, компонентный маршрутизатор. В разделе awesome-Vue поддерживается текущая коллекция расширений. Например, существует расширение для выполнения HTTP-запросов. однако эта была создана как официальная библиотека из Vue.js-Portfolio.

## Однофайловые компоненты
Чтобы лучше адаптироваться к большим проектам, которые удобнее писать используя модульность, Vue допускает создание и сохранение компоненты в отдельных файлах с расширением .vue, называемых также sfc (Single File Component), вместо использования Vue.component для регистрации компонентов. Внутри таких модульных файлов отдельные компоненты HTML, CSS и JavaScript организуются в блоки.

Разработчики могут использовать инструменты сборки Webpack или Browserify, как для однофайловых, так и для упаковки компонентов.
```
<
template
>

    
<
p
>
{{ greeting }} Мир!
</
p
>

</
template
>

<
script
>

    
module
.
exports
 
=
 
{

        
data
:
 
function
 
()
 
{

            
return
 
{

                
greeting
:
 
'Привет'

            
}

        
}

    
}

</
script
>

<
style
 
scoped
>

    
p
 
{

        
font-size
:
 
2
em
;

        
text-align
:
 
center
;

    
}

</
style
>

```

### Основные библиотеки и инструменты
- vue-router[47] — официальный маршрутизатор для Vue.js
- vuex[41] — Централизованное управление состоянием на основе Flux для Vue.js
- vue-loader[48] — загрузчик веб-пакетов, который позволяет писать компоненты Vue в формате, называемом однофайловыми компонентами (SFC/Vue Single-File Component).
- Vue Server Renderer[49] — рендеринг на стороне сервера для Vue.js
- vue-cli[50] — стандартный инструментарий для быстрой разработки на Vue.js

### Версии выпусков
Vue.js существует в виде развивающейся версии vue-nuxt, и промышленной (production) или стабильной версии. Версия для разработки позволяет выводить информацию и предупреждения, когда включен режим отладки. Версия, предназначенная для production использования, не поддерживает этот режим.
Для версии разработки есть расширение для Google-Chrome и Mozilla Firefox, чтобы облегчить отладку приложения.